# Oltenești (gmina)
Oltenești – gmina w Rumunii, w okręgu Vaslui. Obejmuje miejscowości Curteni, Oltenești, Pâhna, Târzii, Vinețești i Zgura. W 2011 roku liczyła 2515 mieszkańców.